# ブアカーオ・ウィラサクレック
ブアカーオ・ウィラサクレック（1985年1月7日 - ）は、タイ王国ブリーラム県出身の男性ムエタイ選手。WSRフェアテックスジム所属。

## 来歴
タイでのムエタイの戦績は36勝 (3KO) 17敗5分。サウスポーでミドルキックを得意技としている。2012年3月に初来日し、『M-1ムエタイチャレンジ Sutt Yod Muaythai vol.1』の畠山隼人で日本デビュー。膝蹴りでTKO勝ちを収めた。以降、田中秀和、藤倉悠作と連戦連勝を重ねたが、T-98にTKO負けを喫した。